# Скалетта-Цанклеа
Скалетта-Цанклеа (італ. Scaletta Zanclea, сиц. Scaletta) — муніципалітет в Італії, у регіоні Сицилія, метрополійне місто Мессіна.
Скалетта-Цанклеа розташована на відстані близько 500 км на південний схід від Рима, 185 км на схід від Палермо, 17 км на південний захід від Мессіни.
Населення — 2171 особа (2014).
Щорічний фестиваль відбувається 16 липня. Покровитель — Богоматір Кармелітська.

## Галерея зображень

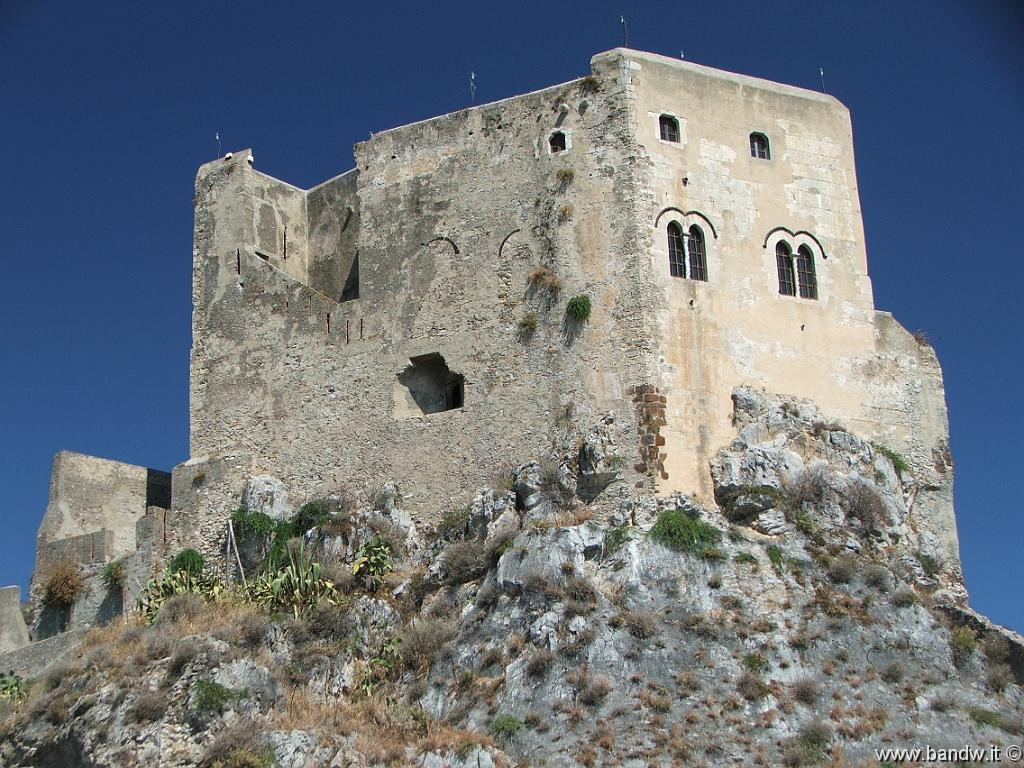
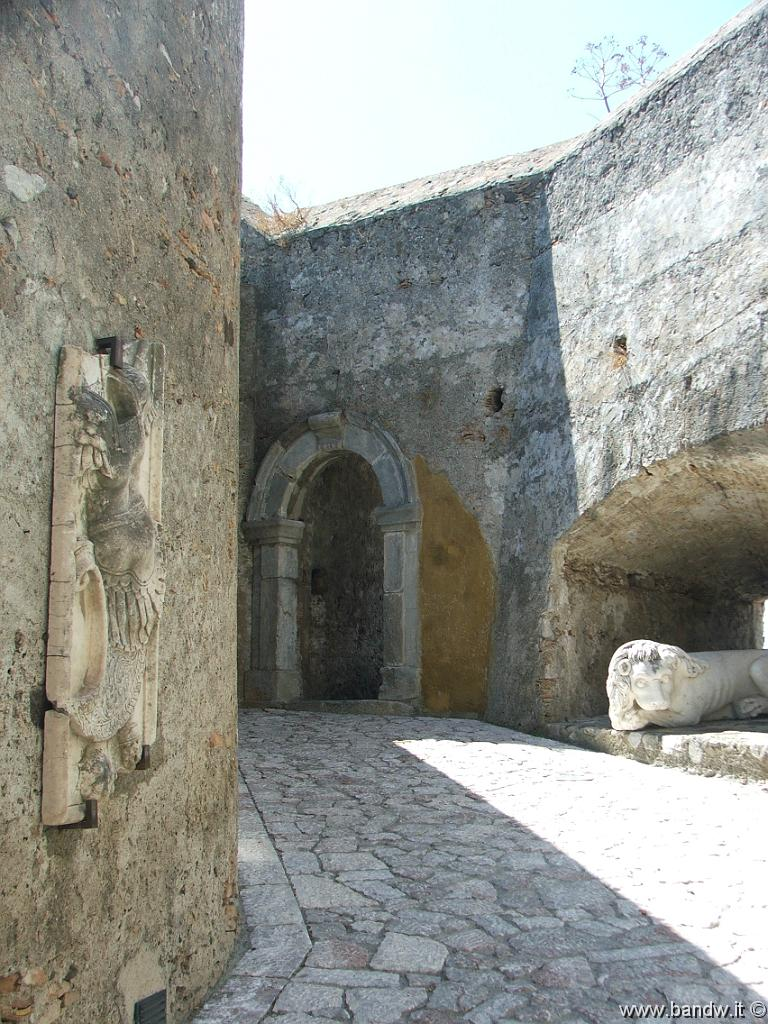

## Демографія
Населення за роками:

Станом на 1 січня 2023 року в муніципалітеті офіційно проживав 21 іноземець з 11 країн, серед них 11 громадян країн Євросоюзу.

## Сусідні муніципалітети
- Італа
- Мессіна